# Hydroporus melanarius
Hydroporus melanarius es una especie de escarabajo del género Hydroporus, familia Dytiscidae. Fue descrita científicamente por Sturm en 1835.
Esta especie se encuentra en Europa y el Norte de Asia (excepto China).